# Pteraclis
Pteraclis – rodzaj ryb z rodziny bramowatych.

## Klasyfikacja
Gatunki zaliczane do tego rodzaju:

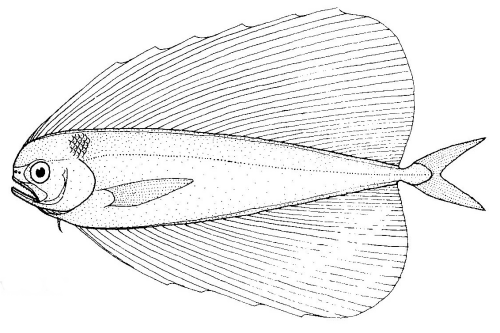
Pteraclis aesticola
- Pteraclis carolinus
- Pteraclis velifera

- Pteraclis velifera